# Melomys bannisteri
Melomys bannisteri — вид гризунів роду Melomys. Це ендемік Кай-Бесар, одного з островів, які входять до складу Малукських островів, Індонезія. Імовірно, він зустрічається у вологих тропічних лісах. Невідомо, чи може вид адаптуватися до вторинного або деградованого лісу.

## Морфологічна характеристика
Дрібний гризун з довжиною голови і тіла від 111 до 115 мм, довжиною хвоста від 106 до 118 мм, довжиною лап від 23 до 26 мм, довжиною вух від 12 до 15 мм і вагою до 61,5 г. Верх червонувато-бурий, боки буро-жовті, а губи і черевні частини білі. Задня частина ніг і щоки кремового кольору. Вуха покриті рудувато-коричневою шерстю. Вуса чорні, довжиною до 40 мм. Хвіст приблизно такий же завдовжки, як голова й тіло, зверху сірувато-коричневий, а знизу світліший, укритий 11-12 кільцями лусочок на сантиметр, кожне з яких супроводжується 3 волосками.

## Спосіб життя
Це деревний вид.